# Castegnero
Castegnero (velenceiül Castenjero) település Olaszországban, Veneto régióban, Vicenza megyében. Lakosainak száma 2831 fő (2023. január 1.). Castegnero Arcugnano, Longare, Montegaldella és Nanto községekkel határos.

## Népesség
A település népességének változása:
| Lakosok száma | 2928 | 2905 | 2831 |
|               | 2017 | 2018 | 2023 |